# Крик Долорес
«Крик Долорес» (ісп. Grito de Dolores) — промова священика Мігеля Ідальго-і-Костілья в місті Долорес-Ідальго, Мексика, яка відбулася 16 вересня 1810 року та вважається актом, з якого почалася війна за незалежність Мексики. Згідно з легендою, Мігель Ідальго вийшов на головний балкон Національного палацу, задзвонив у дзвін та звернувся до жителів Мексики із закликом до визвольної боротьби. Їхні зусилля привели до звільнення від іспанського панування. Цей заклик здобув назву «Крик Долорес».
Щороку напередодні Дня незалежності президент Мексики відтворює заклик з балкона Національного палацу в Мехіко, дзвонячи в той самий дзвін, який використовував Мігель Ідальго в 1810 році. Під час патріотичної промови президент називає імена полеглих героїв, які загинули під час Війни за незалежність, і закінчує промову потрійним вигуком «Viva Mexico!», після чого звучить національний гімн Мексики.

## Історія
Корінне населення Північної Америки, зокрема й Мексики, складається з ацтеків. Однак у 16 столітті іспанці вторглися в Мексику, що призвело до частих суперечок між корінними народами та колонізаторами. Мексиканці були незадоволені передусім двома речами: тим, як іспанці нав'язували свій спосіб життя, і хворобами, які вони принесли з собою. Протягом наступних трьох століть, які вважаються епохою Нової Іспанії, значних заворушень проти панування іспанців не відбувалося, але це змінилося на початку 19 століття.
Рано вранці 16 вересня 1810 року (орієнтовно о 2:30) пролунав заклик у парафії Матері Божої Скорботної, де перебував місцевий римо-католицький священик Мігель Ідальго-і-Костілья, який наказав дзвонити в церковні дзвони, щоб скликати своїх парафіян. У палкій промові він розкритикував панування іспанського уряду й закликав мексиканський народ до повстання. Його промова, яка поклала початок десятиріччю війни для здобуття незалежності, стала відомою як «Крик Долорес».
Grito de Dolores або «Крик Долорес» відзначається щорічно вже понад 200 років. Хоча подія отримала свою назву від міста Долорес, поблизу Гуанахуато, слово dolores також можна перекласти як «біль».

## Святкування

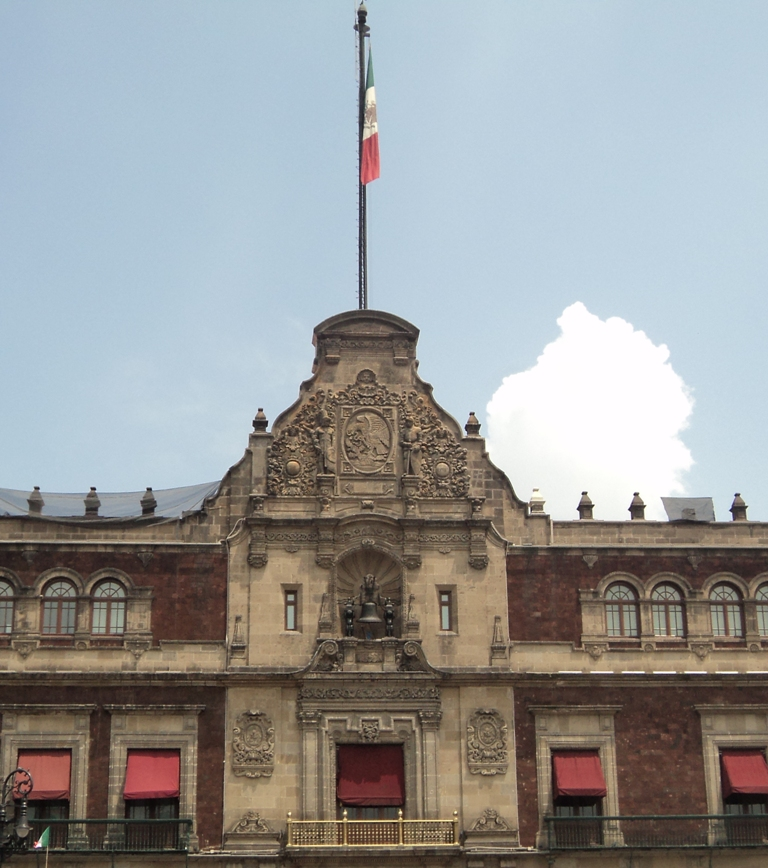
Балкон, з якого президент Мексики виголошує промову «Grito de Dolores»

«Крик Долорес» декларується на Площі Конституції (зазвичай її називають Zócalo), під балконом Національного палацу в Мехіко. До події також приєднуються понад півмільйона глядачів. Це початок святкувань незалежності Мексики. 16 вересня приблизно о 23:00 президент виходить на балкон Національного палацу і дзвонить у той самий дзвін, у який дзвонив Ідальго в 1810 році. Потім президент декламує вигук, зазвичай наступного змісту:
| Оригінал |  | Переклад |
| --- |  | --- |
| Mexicanos! ¡Vivan los héroes que nos dieron patria! ¡Viva Hidalgo! ¡Viva Morelos! ¡Viva Josefa Ortiz de Domínguez! ¡Viva Allende! ¡Viva Aldama y Matamoros! ¡Viva la Independencia Nacional! ¡Viva México! ¡Viva México! ¡Viva México! |  | Мексиканці! Хай живуть герої, що подарували нам Батьківщину! Хай живе Ідальго! Хай живе Морелос! Хай живе Хосефа Ортіс де Домінгес! Хай живе Альєнде! Хай живуть Альдама і Матаморос! Хай живе Національна Незалежність! Хай живе Мексика! Хай живе Мексика! Хай живе Мексика! |

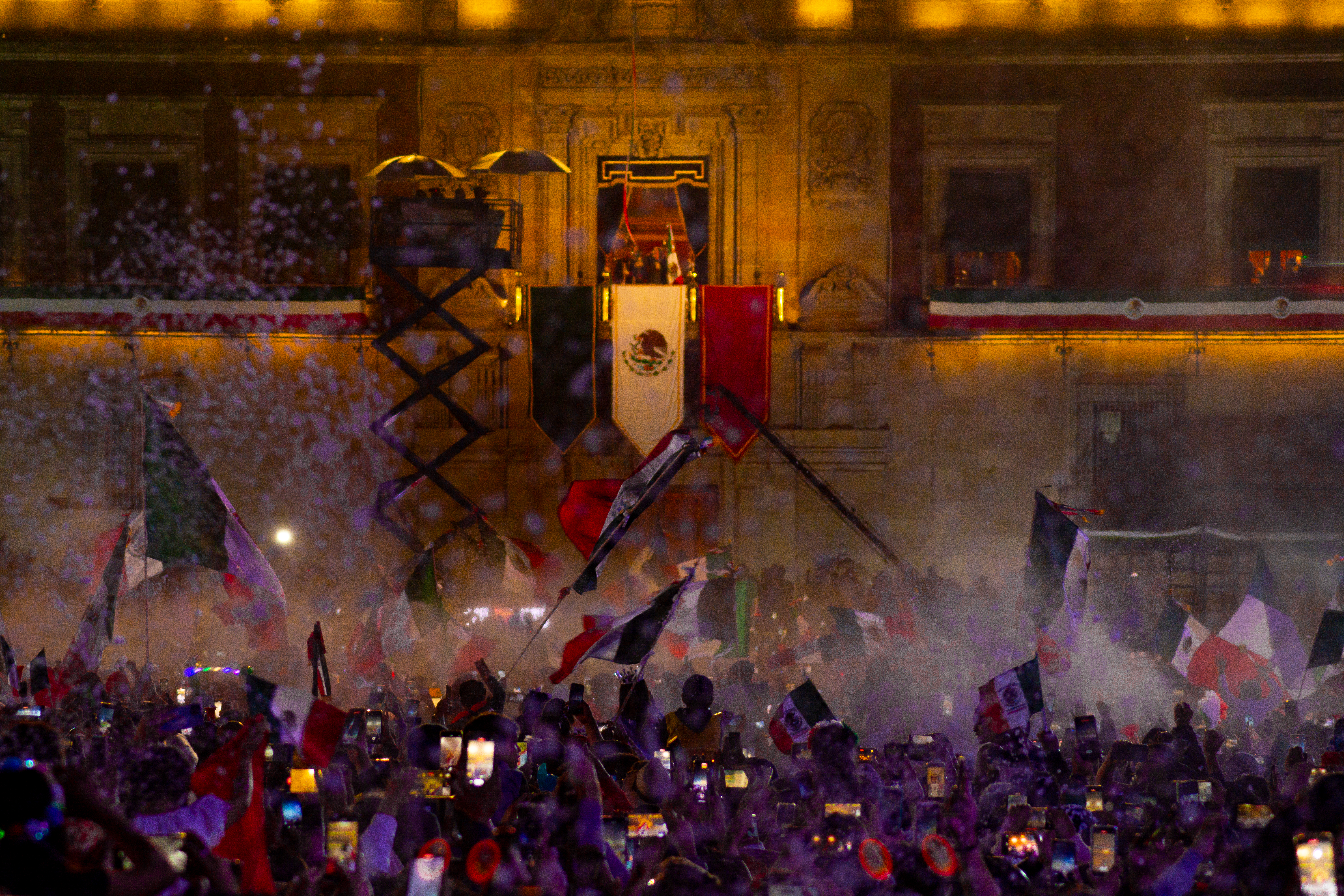
Президент Андрес Мануель Лопес Обрадор на балконі Національного палацу під час Cry Mexico City, 15 вересня 2023

Промова дещо змінюється з року в рік, але завжди містить героїв революції та потрійні вигуки ¡Viva México! Відсутність єдиного визначеного варіанту дає можливість головуючому змінювати зміст між «канонічними» фразами. Більшість згадує інших героїв Незалежності, таких як Матаморос, Галеана, Міна, Герреро чи Гвадалупе Вікторія, Діти-герої, Беніто Хуарес, Франсіско Ігнасіо Мадеро чи Еміліано Сапата. Деякі промови можуть містити згадки Еміліо Гонсалеса Маркеса, губернатора Халіско, Хосе Антоніо Торреса, Педро Морена, Маркоса Кастелланоса та Рита Перес де Морено.
На кожен заклик натовп відповідає власним ¡viva! перед тим, як дзвін лунає востаннє. Феєрверк і виконання мексиканського національного гімну завершують вечірнє свято. У деякі роки, як правило, останні в президентському терміні, президент їде до міста Долорес-Ідальго, щоб подзвонити в дзвін там, де відбулися оригінальні події.
Подібні святкування відбуваються в усьому світі, зокрема в мексиканських посольствах і консульствах або в будь-якому іншому місці, де є велика кількість жителів мексиканського походження. Головуючий (незалежно від того, посол, високопоставлена особа чи навіть директор школи) виголошує та розмахує традиційним прапором і дзвонить у дзвінок.